# Píseň duše
Píseň duše je název připravované knižní monografie Jiřího Plocka, který jí chce přinést pohled na píseň využívající poznatky z muzikologie, psychologie, etnologie, sociologie, literární vědy i zkušenosti přímo ze života písně.
Osobnost a projekt Jiřího Plocka přibližují s ním uskutečněné rozhovory. V březnu 2019 jej pro svoji řadu rozhovorů s hudebníky vyzpovídal Ondřej Kozák a v dubnu 2019 byl slyšet v živém vysílání s Lenkou Novotnou na rozhlasové stanici Vltava, které se zaměřilo na fenomén písně a projekty Píseň duše a Moravské hlasy. Rozhovor s Jiřím Plockem uskutečnil také Jiří Moravčík.
Účelem připravované knižní monografie je zachytit pozoruhodnost a mimořádnost písně, její přítomnost v životě každého člověka. Píseň duše/Duše písně je určena zájemcům o pochopení role písně v lidské kultuře. Příprava, s níž bylo započato na konci roku 2016, probíhá dlouhodobě. Je zamýšlena jako souhrnné pojednání o písni. Vychází z toho, že píseň je základní součástí lidské kultury. Je zvláštním na mnoha úrovních promlouvajícím a působícím jazykem. Cílem Jiřího Plocka je v jedné souhrnné práci píseň představit jako: hudebně-literární dílo, historický dokument, svědectví ducha doby, výpověď o duši člověka, všeobecný symbolický jazyk, součást osobní a společenské totožnosti, prostor pro setkávání, podporu a inspiraci v životě člověka, prostředek léčení
Projekt zahrnuje dílčí etapy a projekty se vztahem k písni a hudbě. Jsou jimi CD Moravské hlasy, rozhlasové pořady (Písňobraní Jiřího Plocka a další na Vltavě), vystoupení v rádiu Proglas a jinde, přednášky a tematické besedy a další.
V roce 2020 na samostatném CD Jiří Plocek vydal pod názvem Květy nevadnoucí ohlédnutí za folklorní edicí vydavatelství GNOSIS BRNO (1995-2005).
Projekt Píseň duše, jejímž výsledkem bude monografie o písni, sleduje syntézu, ojedinělost, moravská východiska, píseň jako součást našeho života. Představuje vztah Jiřího Plocka k písni. Morava je díky práci mnoha badatelů různých oborů důkladně připraveným základem pro srovnání písňového a kulturního materiálu z dalších evropských i mimoevropských oblastí.

## Píseň jako symbol
V prosinci 2022 byl pod názvem Píseň jako symbol, s podtitulem Po stopách fenoménu lidské kultury, vydán první díl projektu Píseň duše. Jeho vznik byl podpořen Jihomoravským krajem a finančně také Ministerstvem kultury České republiky.
Kniha má tyto části:
- Credo: K čemu je na světě hudba a píseň
- Úvodem
- Úvodní postřehy o písni

SYMBOL / Cesty k symbolu
- Symbol: význam slova a funkce
- Píseň jako symbol
- Jak vzniká symbol

PÍSEŇ / Vznik písňových textů a symbolická inteligence
- Ekologické úvahy o písni
- Jak žijí písně
- Co vnímáme, když ne slova
- Jakým způsobem vnímáme písně? (anketa)
- Píseň v poezii aneb O hranici, která neexistuje
- Strážnice: symbol věčné energie
- Zvláštní chvíle a jejich písně
- O paměti
- Doteky (ne)dávna aneb Písně formativní
- Sbírka živých symbolů letící časem
- Živá píseň: úlehlovská stopa
- O jednom zpěvníčku aneb Píseň jako státní hrozba
- Duchovní písně: most nad staletími
- Píseň jako symbol úniku do paralelního světa
- Píseň jako sociální kapitál
- Miliardové písně: symboly duše dnešního člověka
- Poděkování
- Ediční poznámka
- Medailonek autora
- Rejstřík osob a hudebních skupin
- Názvový rejstřík[18][19]